# Illacme plenipes
Illacme plenipes là một loài chân khớp đa túc có kích thước nhỏ bé (dài khoảng 2,5 cm) nhưng được ghi nhận là có nhiều chân nhất thế giới. Được phát hiện lần đầu tiên năm 1926 tại quận San Benito, California với ghi chép là 750 chân, sau đó loài này bị mất tích và mãi đến 80 năm sau, tháng 11/2005, Paul E. Marek & Jason E. Bond ở Đại học Đông Carolina mới lại quan sát và ghi nhận lại loài này.

## Lịch sử quan sát
Illacme plenipes được các nhà khoa học chính phủ Hoa Kỳ Cook & Loomis quan sát và ghi nhận lần đầu tiên vào năm 1926 ở San Benito, California.